# Rayvonte Rice
Rayvonte Rice (Champaign, Illinois, 14 de julio de 1992) es un baloncestista estadounidense que pertenece a la plantilla de los Guangdong Southern Tigers de la CBA china. Con 1,93 metros de estatura, juega en la posición de escolta.

## Trayectoria deportiva

### Universidad
Jugó dos temporadas con los Bulldogs de la Universidad Drake, en las que promedió 15,4 puntos, 5,3 rebotes, 1,6 asistencias y 1,6 robos de balón por partido. En su primera temporada fue incluido en el mejor quinteto de rookies de la Missouri Valley Conference y en la segunda en el segundo mejor quinteto de la conferencia.
Tras esas dos temporadas, fue transferido a los Fighting Illini de la Universidad de Illinois en Urbana-Champaign, donde, tras cumplir el año en blanco que impone la NCAA, jugó dos temporadas más, en las que acabó promediando 16,1 puntos, 6,2 rebotes y 1,6 asistencias por encuentro.

#### Estadísticas

##### Temporada regular
| Año     | Equipo   | PJ                                 | PT                                 | MPP                                | %TC                                | %3P                                | %TL                                | RPP                                | APP                                | ROB                                | TPP                                | PPP                                |
| ------- | -------- | ---------------------------------- | ---------------------------------- | ---------------------------------- | ---------------------------------- | ---------------------------------- | ---------------------------------- | ---------------------------------- | ---------------------------------- | ---------------------------------- | ---------------------------------- | ---------------------------------- |
| 2010–11 | Drake    | 31                                 | 30                                 | 30.1                               | 40.2                               | 29.5                               | 69.6                               | 4.8                                | 1.6                                | 1.4                                | 0.8                                | 13.8                               |
| 2011–12 | Drake    | 33                                 | 33                                 | 33.4                               | 43.6                               | 24.1                               | 70.8                               | 5.8                                | 1.6                                | 1.9                                | 0.8                                | 16.8                               |
| 2012–13 | Illinois | No jugó debido a la normativa NCAA | No jugó debido a la normativa NCAA | No jugó debido a la normativa NCAA | No jugó debido a la normativa NCAA | No jugó debido a la normativa NCAA | No jugó debido a la normativa NCAA | No jugó debido a la normativa NCAA | No jugó debido a la normativa NCAA | No jugó debido a la normativa NCAA | No jugó debido a la normativa NCAA | No jugó debido a la normativa NCAA |
| 2013–14 | Illinois | 35                                 | 35                                 | 32.7                               | 43.0                               | 29.5                               | 73.1                               | 6.0                                | 1.5                                | 1.7                                | 0.3                                | 15.9                               |
| 2014–15 | Illinois | 24                                 | 19                                 | 30.0                               | 47.1                               | 43.6                               | 80.7                               | 6.5                                | 1.8                                | 1.8                                | 0.3                                | 16.5                               |

### Profesional
Tras no ser elegido en el Draft de la NBA de 2015, disputó las Ligas de Verano de la NBA con los Chicago Bulls, promediando 1,3 puntos y 2,7 rebotes en tres partidos. El 29 de julio firmó su primer contrato profesional con el Scaligera Basket Verona de la Serie A2 italiana. Allío jugó una temporada como titular, promediando 13,6 puntos y 4,5 rebotes por partido.
La temporada siguiente fichó por el Aix Maurienne Savoie Basket de la Pro B francesa, donde en su única temporada en el equipo promedió 10,2 puntos y 3,3 rebotes por encuentro. Regresó al baloncesto italiano para fichar por el Basket Ravenna, también  de la segunda división del baloncesto italiano. Jugó una temporada como titular indiscutible, promediando 18,8 puntos y 6,4 rebotes por partido.
El 25 de septiembre de 2018 fichó por el Petrochimi Bandar Imam BC of the Superliga de baloncesto de Irán. Pero permaneció poco tiempo en el equipo iraní, fichando en diciembre de ese mismo año por el equipo mexicano de los Soles de Mexicali, donde jugó 14 partidos, promediando 21,1 puntos y 4,2 rebotes, hasta que en enero de 2019 solicitó la extinción del contrato por problemas personales que atender. El 6 de marzo regresó de nuevo a Italia para fichar por el Aurora Jesi, donde acabó la temporada primediando 27,8 puntos y 6,5 rebotes por encuentro.
En julio de 2019, Rice volvió a jugar las Ligas de Verano de la NBA, esta vez con los Phoenix Suns. En tres partidos promedió 8,0 puntos y 2,3 rebotes. El 4 de septiembre fichó por el BC Avtodor Saratov de la VTB United League, pero solo disputó dos partidos antes de dejar el equipo, fichando el 25 de diciembre por el Hapoel Eilat de la Ligat ha'Al, el primer nivel del baloncesto israelí hasta final de temporada.
En julio de 2020, se convierte en nuevo jugador del Kyoto Hannaryz de la B.League.
El 22 de septiembre de 2024 fue contratado por el Magnolia Hotshots de la Philippine Basketball Association, pero sólo jugó un partido antes de ser remplazado por Jabari Bird.
El 24 de diciembre de 2024 firmó con los Guangdong Southern Tigers de la CBA china.